# ترومیلی
ترومیلی (به فرانسوی: Trumilly) یک کامین در فرانسه است که در Canton of Crépy-en-Valois واقع شده‌است.

## خصوصیات
ترومیلی ۱۲٫۹۴ کیلومترمربع مساحت و ۵۴۲ نفر جمعیت دارد.